# 617
سنة 617 كانت سنة بسيطة تبدأ يوم السبت (سوف يظهر الرابط التقويم الكامل للعام) حسب التقويم اليولياني، تم استخدام الفئة 617 لهذا العام منذ أوائل العصور الوسطى، عندما أصبح عصر التقويم بعد الميلاد هو الأسلوب السائد في أوروبا لتسمية السنوات.

## أحداث
- بداية مقاطعة قبيلة قريش لبطن بني هاشم.

## مواليد
- حارثة بن بدر الغداني
- الطفيل بن عمرو الدوسي